# Le Vivier-sur-Mer
Le Vivier-sur-Mer är en kommun i departementet Ille-et-Vilaine i regionen Bretagne i nordvästra Frankrike. Kommunen ligger i kantonen Dol-de-Bretagne som tillhör arrondissementet Saint-Malo. År 2022 hade Le Vivier-sur-Mer 1 062 invånare.

## Befolkningsutveckling
Antalet invånare i kommunen Le Vivier-sur-Mer
Referens:INSEE